# Monte Legnone
De Monte Legnone is een berg in de Alpen op de grens van de Italiaanse provincies Sondrio en Lecco.
De berg is de meest westelijke top van de Orobische Alpen. Hij is gelegen tussen het Val Varrone in het zuiden en het Val Lesina in het noorden. De Monte Legnone neemt een promimente plaats in het uitzicht op de noordoostoever van het Comomeer.
Uitgangspunt voor de beklimming van de top is het Rifugio Roccoli Lorla (1463 m) dat vanuit Tremenico met de auto te bereiken is. De hut ligt op het zadel tussen de Monte Legnone en het 1714 meter hoge Monte Legnoncino. Vanaf deze hut voert een pad omhoog naar de top via het kleine Bivacco Silvestri ("Cà de Legn") (2146 m). De totale looptijd bedraagt ongeveer vier uur.
Vanaf de top van de Monte Legnone heeft men een weids uitzicht. In het zuidwesten zijn de toppen van de Matterhorn en Monte Rosa te zien evenals het Meer van Lugano en het Comomeer. In het westen zijn de Berner Alpen te zien, in het noorden de Rätische Alpen en in het oosten de massieven van Ortler, Cevedale en Adamello.